# ویلیام هیرونز
ویلیام هیرونز (انگلیسی: William Hirons; زاده ۱۵ ژوئن ۱۸۷۱ – درگذشته ۵ ژانویهٔ ۱۹۵۸) ورزشکار طناب‌کشی اهل بریتانیا بود.